# Abdulrahman Daher
Abdulrahman Asad Daher (Arabisch: عبد الرحمن ظاهر) is een Palestijns-Jordaans acteur, regisseur, scenarioschrijver en onderzoeksjournalist.

## Biografie
Abdulrahman Daher werd in 1982 geboren in de Verenigde Arabische Emiraten. Zijn ouders waren afkomstig uit Nablus, een stad op de Westelijke Jordaanoever.

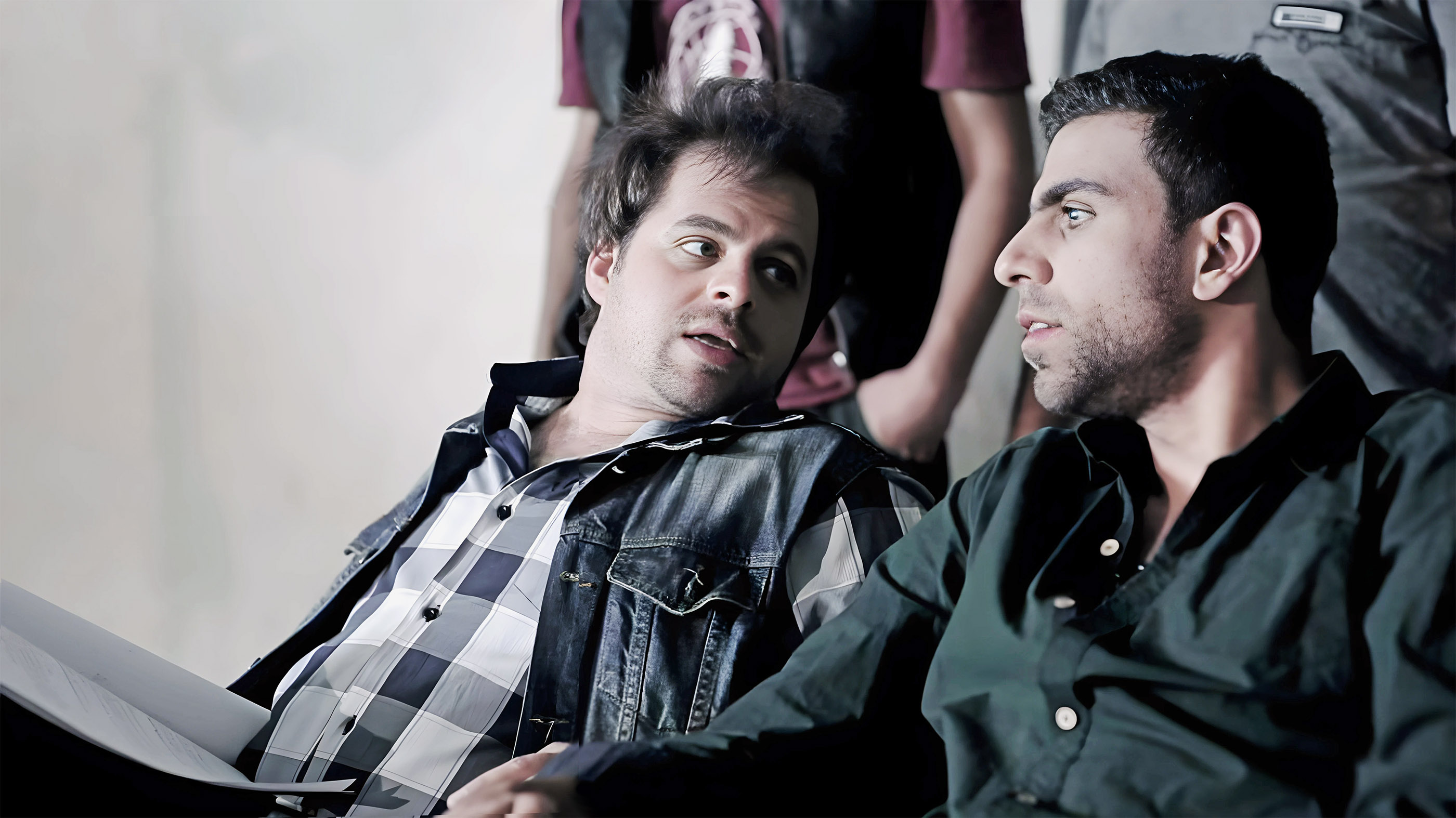
Daher tijdens de opnames van de tv-serie Sukaj in Jordanië (2015)

Zijn oeuvre omvat series, films, toneelstukken, documentaires en onderzoeksjournalistiek. Hij schreef en regisseerde diverse satirische en kritische series, zoals ‘Fenjan Albalad’, ‘Sukaj’ en ‘In the Presence of Justice’, waarin hij soms zelf ook speelde. Deze series kenmerken zich door een focus op zwarte komedie, en vanwege zijn politieke en kritische werk is hij meer dan eens berecht en gearresteerd.
Verder werkte Daher als productiemanager bij Wattan TV, als internationaal productiedirecteur bij het mediacentrum van de Nationale Universiteit An-Najah en als senior producent bij Smalink Media Production Company in Beiroet. Onder zijn leiding werden bij laatstgenoemd bedrijf diverse televisieprogramma's geproduceerd voor het Jordanese kanaal Roya TV en ook voor Al Araby TV in Londen.

## Proces en arrestaties
In augustus 2020 werd Daher gearresteerd door het Palestijnse Preventieve Veiligheidsteam toen hij de Nationale Universiteit An-Najah uitliep. Hij werd anderhalve maand lang vastgehouden en beschuldigd van het in diskrediet brengen van de Palestijnse autoriteiten. Diverse Palestijnse activisten, mensenrechtenverdedigers en journalisten organiseerden hierop felle protesten nabij de rechtbank in Nablus en het kantoor van de Palestijnse premier Mohammad Shtayyeh in Ramallah.
Het Bureau van de Hoge Commissaris van de Verenigde Naties voor de Mensenrechten van de Verenigde Naties en verschillende internationale mensenrechtenorganisaties bezochten Daher in gevangenschap. De Palestijnse Autoriteit werd ervan beschuldigd de vrijheid van meningsuiting te beperken.
In oktober 2020, enkele weken nadat Daher was vrijgelaten uit de gevangenis, werd hij opnieuw gearresteerd, ditmaal door het Israëlisch defensieleger. Hij werd ondervraagd over zijn televisiewerk buiten Palestina. Een maand later besloot een Israëlische rechtbank hem vrij te laten.

Na twee jaar van openbare verhoren voor Daher in de rechtszaal in Nablus, in aanwezigheid van zijn juridische verdedigingsteam en internationale mensenrechtenorganisaties, oordeelde het Hof van Beroep in het voordeel van Daher en sprak hem vrij van alle aanklachten.

## Filmografie

### Televisieseries
| Jaar | Titel                      | Filmlocatie(s)      | Kanaal      |
| ---- | -------------------------- | ------------------- | ----------- |
| 2013 | Fenjan Albalad 1           | Palestina           | Roya TV     |
| 2013 | In the presence of justice | Palestina           | Wattan TV   |
| 2014 | Fenjan Albalad 2           | Jordanië            | Roya TV     |
| 2015 | Fenjan Albalad 3           | Jordanië            | Al Araby TV |
| 2016 | Sukaj                      | Jordanië            | Al Araby TV |
| 2017 | Abu Saleh                  | Jordanië en Libanon | Web TV      |
| 2020 | What's up?                 | Palestina           | NBC TV      |

### Televisieprogramma's
| Jaar | Titel             | Locatie(s)         | Kanaal      |
| ---- | ----------------- | ------------------ | ----------- |
| 2012 | The other opinion | Palestina          | Wattan TV   |
| 2014 | Zinko             | Palestina Jordanië | Roya TV     |
| 2015 | Ghabash 1         | Jordanië           | Al Araby TV |
| 2015 | Archive           | Jordanië           | Al Araby TV |
| 2016 | Ghabash 2         | Jordanië           | Roya TV     |
| 2016 | Mute              | Palestina          | Roya TV     |
| 2017 | Hilal Mawwal      | Libanon            | Al Quds TV  |
| 2018 | Elak Aw Ladeeb    | Libanon            | Al Quds TV  |
| 2019 | Ghabash 2         | Palestina          | Roya TV     |
| 2020 | Accordingly       | Palestina          | NBC TV      |
| 2021 | Trick             | Palestina          | Roya TV     |

### Bioscoop
- Acteur in de film ‘Paradise Now’, geregisseerd door Hany Abu-Assad.[26]

### Toneelstukken
- Hoofdrol in het toneelstuk ‘There on the Other Shore’, geregisseerd door Fathy Abdel Rahman, won in 2008 de 11e Alexandria Festival for Arab Youth Award. [27][28]